# 339 Dorothea
A 339 Dorothea (ideiglenes jelöléssel 1892 G) a Naprendszer kisbolygóövében található aszteroida. Maximilian Franz Joseph Cornelius Wolf fedezte fel 1892. szeptember 25-én.